# Swiateć
Swiateć (ukr. Святець) – wieś na Ukrainie, w obwodzie chmielnickim, w rejonie teofipolskim. W 2001 roku liczyła 2284 mieszkańców.
Pierwsza wzmianka o miejscowości pochodzi z 1420 roku.